# Теодор Бурхарді
Теодор Фрідріх Вільгельм Бурхарді (нім. Theodor Friedrich Wilhelm Burchardi; 14 травня 1892, Кассель — 12 серпня 1983, Глюксбург) — німецький військово-морський діяч, адмірал крігсмаріне. Кавалер Лицарського хреста Залізного хреста з дубовим листям.

## Біографія
Учасник Першої світової війни. Після закінчення війни залишений на флоті, служив у артилерії. З 1 жовтня 1934 року — командир 3-го батальйону корабельної кадрованої дивізії «Остзее», одночасно з 1 січня по 4 жовтня 1936 року — командувач в Штральзунді. З 5 жовтня 1936 року — директор артилерійської служби військово-морської бази в Кілі. 15 жовтня 1937 року переведений в діючий флот командиром легкого крейсера «Кельн».
З 15 січня 1940 року — начальник Центрального департаменту військово-морських верфей у Кілі. З 19 травня 1941 року — командувач ВМС «Д», а з 6 листопада 1941 року — адмірал Східних територій (з 17 червня 1944 року — адмірал-командувач у Східній Балтиці). Керував забезпеченням з моря частин, які діяли на північній ділянці радянсько-німецького фронту. В кінці 1944 — на початку 1945 років очолив операцію з евакуації військ і цивільного населення з Курляндії (протягом короткого часу з Прибалтики було вивезено 2 мільйони осіб).
18 квітня 1945 року звільнений у відставку, 8 травня здався союзникам. 24 лютого 1946 року звільнений.

## Звання
- Зее-кадет (1 квітня 1911)
- Фенріх-цур-зее (15 квітня 1912)
- Лейтенант-цур-зее (3 серпня 1914)
- Обер-лейтенант-цур-зее (26 квітня 1917)
- Капітан-лейтенант (8 лютого 1922)
- Корветтен-капітан (1 січня 1930)
- Фрегаттен-капітан (1 квітня 1935)
- Капітан-цур-зее (1 січня 1937)
- Контр-адмірал (1 січня 1941)
- Віце-адмірал (1 лютого 1943)
- Адмірал (1 січня 1945)

## Нагороди

### Перша світова війна
- Залізний хрест 2-го класу (24 січня 1915)

### Міжвоєнний період
- Залізний хрест 1-го класу (27 вересня 1919)
- Почесний хрест ветерана війни з мечами
- Медаль «За вислугу років у Вермахті» 4-го, 3-го, 2-го і 1-го класу (25 років_ (2 жовтня 1936) — отримав 4 медалі одночасно.
- Орден Трьох зірок 3-го ступеня (Латвія) (1 червня 1938)

### Друга світова війна
- Застібка до Залізного хреста 2-го класу (10 жовтня 1939)
- Медаль «У пам'ять 1 жовтня 1938» (20 грудня 1939)
- Застібка до Залізного хреста 1-го класу (18 січня 1940)
- Медаль «У пам'ять 22 березня 1939 року» (3 червня 1940)
- Орден Хреста Свободи 1-го класу з мечами (Фінляндія) (7 червня 1943)
- Німецький хрест в золоті (31 березня 1944)
- Лицарський хрест Залізного хреста з дубовим листям
  - Лицарський хрест (29 вересня 1944)
  - Дубове листя (№ 823; 8 квітня 1945)